# .ms
.ms – domena internetowa przypisana do Wyspy Montserrat. Została utworzona 6 marca 1997. Zarządza nią MNI Networks.